# Gabber Piet
Gabber Piet war ein niederländisches Happy-Hardcore-Projekt. Der Produzent war Tom Peters und als MC fungierte Piet van Dolen unter dem Namen Gabber Piet. Der erste Hit war die Single Hakke & Zage (Hacken und Sägen), die 1996 erschien und auf der Titelmelodie der Kinderserie Peppi en Kokki beruhte. Ein Jahr später folgte Love U Hardcore, beide aus dem Album Love the Hardcore, das sich weniger gut verkaufte als die beiden Singles.